# Burhou
Burhou è una piccola isola a 2.25 km a nord-ovest di Alderney, nelle Isole del Canale. Non abitata permanentemente, è una riserva naturale su cui è vietato l'approdo ogni anno dal 15 marzo al 27 luglio. La fauna dell'isola include una colonia di pulcinelle di mare e molti conigli.
Il botanico di Guernsey E.D. Marquand l'ha descritta come "l'isola più desolata e solitaria dell'arcipelago".

## Flora e fauna
L'isola è abitata per lo più da uccelli, come pulcinelle di mare e Hydrobatinae. Sebbene questi ultimi siano diminuiti. La flora dell'isola comprende Spergula, Myosotis, Anagallis arvensis e Pteridium aquilinum. E.D. Marquand nel 1909 contò sull'isola solo 18 specie di piante, ma alla fine del XX secolo Frances Le Sueur e David McClintock ne trovarono 45, che elencarono nelle Transactions of La Société Guernesiaise